# 보스턴 브레이커스
보스턴 브레이커스(Boston Breakers)는 내셔널 우먼스 사커 리그에 참가하는 미국 매사추세츠주 보스턴에 있는 여자 축구팀이다.